# روبرتو بيرجيرسين
روبرتو بيرجيرسين (بالإنجليزية: Roberto Bergersen)‏ مواليد 6 يناير 1976 في سياتل، هو لاعب كرة سلة أمريكي سابق. بدأ مسيرته الاحترافية في سنة 1999. تم اختياره من قبل فريق أتلانتا هوكس خلال الدرافت. يبلغ طوله 6 قدم 6 بوصة (2.0 م). اعتزل اللعب في 2010.

## المسيرة الاحترافية
لعب مع جاي دي أيه ديجون في الدوري الفرنسي في سنة 2001، ثم لعب مع أولمبيا ميلانو في الدوري الإيطالي في موسم 2001–2002، ثم لعب مع ليموج سي إس بي في الدوري الفرنسي في سنة 2002، ثم لعب مع جاي دي أيه ديجون في موسم 2002–2003، ثم لعب مع نادي كارشياكا لكرة السلة في موسم 2005–2006.

## روابط خارجية
- روبرتو بيرجيرسين على موقع سبورتس رفرنس (الإنجليزية)
- روبرتو بيرجيرسين على موقع كرة السلة الأوروبية.كوم (الإنجليزية)
- روبرتو بيرجيرسين على موقع كلية كرة السلة في سبورتس رفرنس.كوم (الإنجليزية)
- روبرتو بيرجيرسين على موقع ريلجم (الإنجليزية)
- روبرتو بيرجيرسين على موقع بروبوليرز (الإنجليزية)
- روبرتو بيرجيرسين على موقع سبورتس رفرنس (الإنجليزية)
- روبرتو بيرجيرسين على موقع سبورتس رفرنس (الإنجليزية)